# Igrzyska Młodzieży w Saneczkarstwie 2024
2. Igrzyska Młodzieży w Saneczkarstwie 2024 odbyły się w dniach 15–18 lutego 2024 r. w austriackim Bludenz. Zawodnicy rywalizowali w czterech konkurencjach: jedynkach kobiet, jedynkach mężczyzn, dwójkach kobiet oraz dwójkach mężczyzn w trzech młodzieżowych kategoriach wiekowych.
Klasyfikację medalową wygrała reprezentacja Niemiec, która zdobyła cztery tytuły mistrzowskie i jednocześnie najwięcej medali.

## Terminarz i wynikiFIL Youth Games 2024
| Data           | Miejscowość | Konkurencja                                   | Złoto                                       | Srebro                                          | Brąz               |
| -------------- | ----------- | --------------------------------------------- | ------------------------------------------- | ----------------------------------------------- | ------------------ |
| 17 lutego 2024 | Bludenz     | Dwójki juniorek młodszych Roczniki: 2006–2009 | Niemcy Lilly Sophie Bierast · Leandra Claus | Niemcy Luise Röder · Maria Schneider            | —                  |
| 17 lutego 2024 | Bludenz     | Dwójki juniorów młodszych Roczniki: 2006–2009 | Niemcy Corbinian Hänel · John Paul Kühmel   | Niemcy Jayden Laukner · Philip Hofmann          | —                  |
| 17 lutego 2024 | Bludenz     | Dwójki młodziczek Roczniki: 2010–2011         | Niemcy Lucie Gropp · brak danych            | Niemcy Franziska Zöllner · Anna Luisa Goldstein | —                  |
| 17 lutego 2024 | Bludenz     | Dwójki młodzików Roczniki: 2010–2011          | Niemcy Florian Tautenhahn · Marlon Berhold  | —                                               | —                  |
| 17 lutego 2024 | Bludenz     | Jedynki dziewcząt Roczniki: 2014–2015         | Caroline Koren                              | Johanna Eigentler                               | Eleonora Petritsch |
| 17 lutego 2024 | Bludenz     | Jedynki chłopców Roczniki: 2014–2015          | Xaver Leitner                               | Emil Fuckel                                     | Elias Neyer        |

## Klasyfikacja medalowa
| Miejsce | Państwo |   |   |   | Razem |
| ------- | ------- | - | - | - | ----- |
| 1.      | Niemcy  | 4 | 4 | 0 | 8     |
| 2.      | Austria | 2 | 1 | 1 | 4     |
| 3.      | Włochy  | 0 | 0 | 1 | 1     |